# Spiricoelotes urumensis
Spiricoelotes urumensis là một loài nhện trong họ Agelenidae.
Loài này thuộc chi Spiricoelotes. Spiricoelotes urumensis được miêu tả năm 1989 bởi Shimojana.